# Ван Беллинген, Анна
Анна Ван Беллинген (нидерл. Anna Van Bellinghen; род. 10 марта 1994) — бельгийская тяжелоатлетка, выступающая в категории 81 кг. Ранее также принимала участие в весовой категории до 90 кг. Она является серебряным призёром чемпионата Европы. Участница летних Олимпийских игр 2020 года в Токио.

## Карьера
Анна Ван Беллинген родилась 10 марта 1994 года.
В 2017 году она представляла Бельгию на Летней Универсиаде 2017 года в Тайбэе, в соревнованиях среди женщин до 90 кг. Она заняла 5-е место с суммой 227 кг.
На чемпионате Европы по тяжелой атлетике 2019 года в Батуми она завоевала бронзовую медаль в категории до 81 кг, подняв 103 килограмма в рывке (она выиграла первую часть соревнований) и 118 в толчке. После того, как чемпионка Елени Константиниди была дисквалифицирована, Ван Беллинген получила серебро. На British International Open 2019, проходившем в Ковентри, она завоевала бронзовую медаль в категории до 87 кг, подняв 97 и 118 килограммов в двух упражнениях.
В 2019 году она также участвовала на чемпионате мира, проходившем в Паттайе, но осталась там без медали. Она сумела поднять 99 кг в рывке, но не сумела зафиксировать ни один вес в толчке.
В 2020 году она завоевала бронзовую медаль в категории до 81 кг на этапе Кубка мира в Риме, подняв 227 килограммов.
На чемпионате Европы 2021 года в Москве стала седьмой в весовой категории свыше 87 килограммов. В сумме Анна подняла 208 килограммов (94 + 114). В том же году она приняла участие на Open Championships, где стала третьей с суммой 216 кг (98 + 118).